# Dziękujemy za palenie
Dziękujemy za palenie (ang. Thank You For Smoking) – amerykański film fabularny z 2005 roku w reżyserii Jasona Reitmana. Scenariusz filmu oparty został na książce Christophera Buckleya pod tym samym tytułem.

## Fabuła
W okresie szczytu nagonki na przemysł tytoniowy rzecznik prasowy koncernu tytoniowego Nick Naylor (Aaron Eckhart), otrzymał zadanie straceńczej kampanii poprawy wizerunku i tej branży i dochodów firmy.
Naylor musi mieć wyjątkowy dar przekonywania skoro udaje mu się przekonać Amerykę, że... palenie nie szkodzi. W efekcie producenci filmowi są gotowi promować to w filmach. Wyrzuty sumienia stara się racjonalizować koniecznością spłaty hipoteki. Z czasem zaczyna się zastanawiać, jak jego praca wpłynie na zachowanie jego 12-letniego syna, który także będzie widzem tych filmów.

## Obsada
- Aaron Eckhart – Nick Naylor
- Maria Bello – Polly Bailey
- Cameron Bright – Joey Naylor
- Adam Brody – Jack Bein
- Sam Elliott – Lorne Lutch
- Katie Holmes – Heather Holloway
- David Koechner – Bobby Jay Bliss
- William H. Macy – senator Ortolan Finistirre
- J.K. Simmons – BR
- Robert Duvall – The Captain
- Kim Dickens – Jill Naylor
- Rob Lowe – Jeff Megall
- Todd Louiso – Ron Goode
- Dennis Miller – on sam
- Joan Lunden – ona sama